# Bodo Saggel
 Bodo Saggel  (* 4. November 1939 in Essen; † 24. Dezember 2003 in Berlin) war während der Protestbewegung der 1960er und 1970er Jahre einer der führenden Aktivisten der linksautonomen, anarchistischen Szene in Berlin.

## Leben
Bodo Erik Saggel wurde in Essen geboren, wo er bereits als Jugendlicher Zugang zur kriminellen Szene hatte. Mit 16 Jahren kam er 1955 ins Erziehungsheim, im Alter von 18 Jahren 1957 in die Jugendstrafanstalt, danach ins Gefängnis und Zuchthaus. Nach seiner Entlassung, Ende 1967, ging er nach Berlin, stieß zur Außerparlamentarischen Bewegung und begann, über die Erfahrungen seiner zehnjährigen Haft zu schreiben. Mitglieder des SDS halfen ihm, die Texte im Selbstverlag zu drucken und herauszugeben. 
Seine langjährigen Erfahrungen mit Justiz und Gefängnis verarbeitete er zu dem Buch „Der Antijurist – oder die Kriminalität der schwarzen Roben“, das er dann mit SDS-Hilfe druckte und selbst verkaufte. Klaus Eschen vom sozialistischen Anwaltskollektiv schrieb ein Vorwort. Das Cover zeichnete „Löffel“, ein Haschrebell, der später davon lebte, Geldtransporter zu überfallen und dann im Gefängnis Selbstmord beging, nachdem Beweise gefunden wurden, dass er einige der Transporteure getötet hatte. 
Bodo Saggel gehörte zum harten Kern der anarchistischen „Haschrebellen“, zusammen mit Georg von Rauch, Bommi Baumann und Günter Langer. „Mit unserer vom Dope erhellten Intelligenz heckten wir so manche Streiche aus“, schrieb Saggel 1998 in einer Neuauflage seines Buchs über diese Zeit. Die Haschrebellen propagierten unter anderem das „kostenlose Leben“ in Berlin – durch Ladendiebstähle etc. – und riefen in Flugblättern dazu auf, aus Berlin eine einzige „Subkultur“ zu machen: „Alle Berliner werden Berlin verlassen! Von uns abgeschreckt in die Provinzen ziehen und letztlich uns Berlin überlassen!“ 
Im Zusammenhang mit „antizionistischen“ Aktionen distanzierte er sich von einigen Weggenossen, in polizeilichen Vernehmungen lieferte er detaillierte Informationen über die Szene. Später jobbte er beim Ein-Mann-Fuhrbetrieb von Erich Langer, kaufte sich dann einen Bauernhof im wendländischen Köhlen. Hier engagierte er sich in der Anti-Atom-Bewegung. Ende der 1990er Jahre zog er wieder nach Berlin. Dazwischen bereiste Saggel mit dem Verkaufserlös seines Wendland-Hauses alle fünf Kontinente. 
In Berlin starb Saggel an Heiligabend 2003 im Alter von 64 Jahren, in seiner Kreuzberger Stammkneipe Puttchen fiel er tot vom Barhocker. Sein Grab befindet sich auf dem Luisenstädtischen Friedhof in Kreuzberg.

## Publikationen
- Reni v. Tent, Ingo Zaremba, Bodo Saggel: Hurra, ich bin kriminell! Bosa-Verlag (Bodo Saggel). Berlin 1969.
- Reni v. Tent, Bodo Saggel: Der Antijurist. Plädoyer für eine gerechte Güterverteilung mit der Brechstange. bosa-Verlag (Bodo Saggel). Berlin 1969.
- Bodo Saggel: Der Antijurist oder die Kriminalität der schwarzen Roben. Karin Kramer Verlag, Berlin 1998.
- Bodo Saggel: Ganovenzucht. Eigendruck, Berlin 1968.